# S/2011 J 1
إس/2011 جيه 1 هو قمر طبيعي يتبع كوكب المشتري. اكتشفه سكوت شيبارد في 2011.